# Route du Rhum

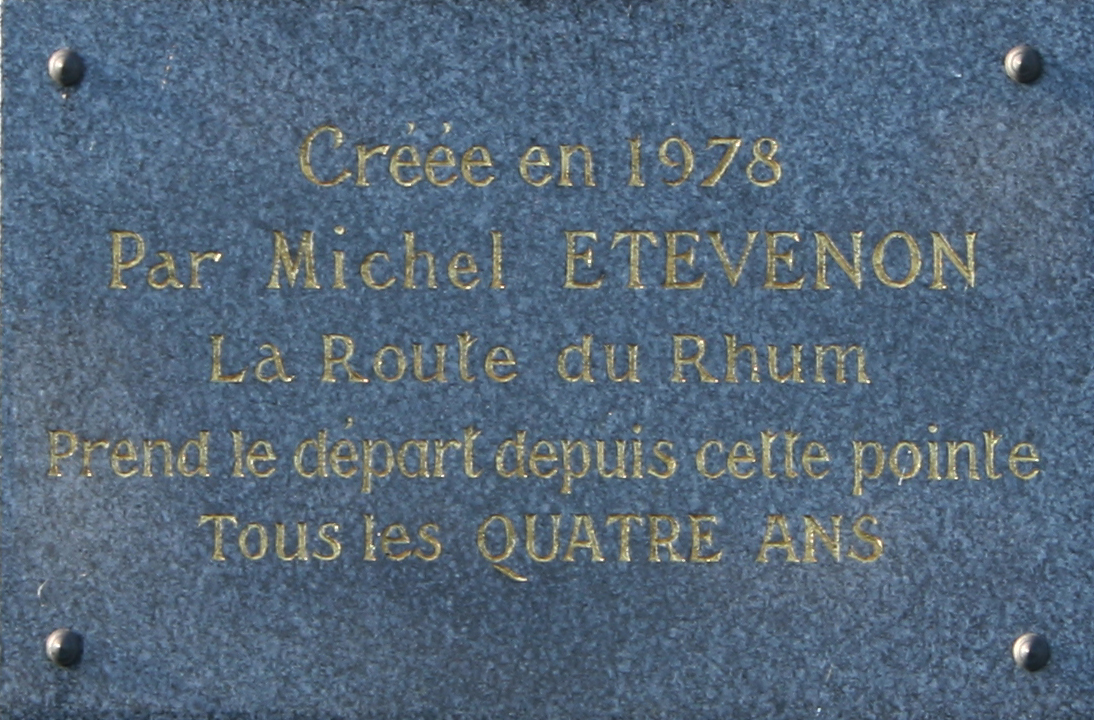
Placa na pointe du Grouin (Bretanha) comemorativa da criação da Route du Rhum

A Route du Rhum, literalmente a Rota do Rum, é uma corrida à vela transatlântica em solitário entre Saint-Malo e Pointe-à-Pitre que se realiza de quatro em quatro anos em Novembro.
Pode dizer-se que é a versão francesa da Transat Inglesa porque é realizada no mesmo sentido e com a mesma periodicidade, mas mais precisamente foi criada por Michel Etevenon como resposta à limitação dos barcos de 56 pés nas corridas transatlânticas organizada pelos ingleses .

## Nome
O nome desta corrida está particularmente bem escolhido porque sendo organizada pela frança parte de um de um porto marítimo de grandes tradições de navegação comercial à vela, Saint-Malo, para terminar em Pointe-à-Pitre, na  Guadalupe região francesa produtora de Rum.

## Edições
A primeira edição, em 1978, foi ganha por velejador canadiano Mike Birch  com um avanço de unicamente 98 segundos. Mais tristemente, também ficou marcada pelo desaparecimento no mar de Alain Colas no Manureva.
Lista na versão francesa de todas as edições e classificações das diferentes edições:  fr:Route du Rhum#Editions

## Percurso
- Imagem do percurso da Route du Rhum - Abril 2012.

## Ligações exteriores
- Sítio oficial - Abril 2012